# Kościół św. Archaniołów Rafała i Michała w Aleksandrowie Łódzkim
Kościół Świętych Archaniołów Gabriela, Rafała i Michała – rzymskokatolicki kościół parafialny należący do dekanatu aleksandrowskiego archidiecezji łódzkiej.

## Historia i architektura
Jest to budowla murowana, wybudowana w latach 1816–1818. Reprezentuje styl klasycystyczny. Jej pierwotne wymiary były następujące: długość - 23 metry, szerokość - 12 metrów, wysokość 7 metrów. W latach 1922–1926 świątynia została powiększona i gruntownemu wyremontowana. Kościół został rozbudowany według projektu architekta Józefa Kabana, powstały wtedy dwie nawy boczne, została przedłużona nawa główna (o współczesne stare prezbiterium). Po rozbudowie świątynia miała wymiary: długość: 29,5 metra, szerokość 21 metrów i wysokość 13 metrów. W latach 1933–1935 kościół został ponownie przebudowany przez księdza Witolda Nadolskiego. Została wtedy zmieniona fasada frontowa świątyni – na miejscu małej wieży zostały wybudowane dwie neobarokowe wieże o wysokości 20 metrów, z zawieszonymi na nich dzwonami. Świątynia została pokryta nowym tynkiem i została rozebrana dzwonnica. Kolejna rozbudowa kościoła trwała w latach 1983-1993. Dzieła tego podjął się ksiądz Norbert Rucki. Projektantem rozbudowy został architekt Mirosław Rybak razem z inżynierami: Romanem Chomiczewskim i Mirosławem Wypłoszem. Do istniejącej świątyni od strony południowej została dobudowana nowy obiekt sakralny o powierzchni 600 metrów kwadratowych. W dniu 29 września 1994 roku kościół został konsekrowany.

## Wyposażenie
W starej świątyni są umieszczone 4 ołtarze. Nowa świątynia posiada tylko jeden ołtarz umieszczony w nawie głównej. Stara świątynia posiada organy klasycystyczne o 10-głosach, Nowa świątynia posiada organy elektroniczne Johannusa o 48-głosach. Droga krzyżowa i pancerne tabernakulum są umieszczone w nowej świątyni.